# جون لانغ (سياسي)
جون لانغ هو سياسي كندي، ولد في 10 أبريل 1839، وتوفي في 21 نوفمبر 1921. انتخب عضو مجلس العموم الكندي.